# Stanislao Lista
Stanislao Lista, né le 8 décembre 1824 à Salerne et mort le 12 février 1908 à Naples, est un sculpteur italien qui fut actif à Naples.

## Biographie
Stanislao Lista étudia d'abord l'architecture et la perspective auprès de son père, Giuseppe Lista, ingénieur, et les beaux-arts auprès du Bolognais Giovanni Tamburini. Ce dernier, après que Lista eut effectué deux années d'études à Salerne, l'encouragea à s'installer à Naples, ce qu'il fit en 1844, afin de prendre des leçons de peinture auprès de Gaetano Forte et de sculpture auprès de Gennaro Calì, pour préparer l'Académie des beaux-arts de Naples.
Lista dispensa son enseignement à Vincenzo Gemito, Giovanni De Martino, Francesco Jerace, Ettore Ximenes, Costantino Barbella, Antonio Mancini, Luigi De Luca, etc. Il enseigna aussi dans des écoles ouvrières, au collège de la Charité et dans des cours du soir dispensés par la municipalité.

## Œuvres
Parmi ses œuvres se trouve un des quatre lions de marbre de la piazza dei Martiri, à Naples.
Le lion, transpercé d'une épée, est dédié aux morts des carbonari de 1820.
Il a sculpté aussi les anges de la façade de la cathédrale de Naples avec les symboles de saint Janvier qui se trouvent dans la tour de droite.
Une de ses grandes statues se trouve dans le vestibule du Teatro San Carlo. Elle représente le compositeur Giovanni Paisiello.
La Galleria dell'Accademia de Naples possède plusieurs sculptures de Lista.
Le tableau peint par lui du père Cappelloni (1859) se trouve en l'église du Gesù Nuovo de Naples.
Il est l'auteur à Rome de bas-reliefs de la Cène, commandée par la Maison royale pour la façade d'une église de Gaète, œuvre aujourd'hui disparue, et du groupe sculpté La Guérison de l'aveugle-né, ce qui lui permet de remporter une médaille d'or à l'exposition Borbonica de 1859. En 1860, il réalise en une dizaine de jours une sculpture en stuc du général La Marmora pour célébrer l'entrée du roi Victor Emmanuel II à Naples.  En 1869, il sculpte un angelot de bois pour le prince de Naples et un buste de son père en style impressionniste qu'il expose à la Promotrice de Naples et  l'exposition de Parme de 1871, puis à Paris et à Rome. En 1877, il présente à l'exposition nationale de Naples une Immaculée Conception de bois et dessine un monument en l'honneur de Lord Byron. Il est l'auteur également des bustes de Raffaele Conforti et de Stanislao Mancini pour le tribunal de Naples.
Il a été fait chevalier de l'ordre de la Couronne d'Italie en 1875.
Lista publie en 1878 son recueil Intorno all'arte del disegno - pensieri.